# Lactobacillaceae
Lactobacillaceae bilden eine Familie grampositiver Bakterien der Ordnung Lactobacillales. Durch Gärung erzeugen sie Milchsäure und zählen somit zu den Milchsäurebakterien, zu denen noch einige weitere Familien gestellt werden, die in der Systematik in der Ordnung der Lactobacillales vereinigt werden. Viele Arten dieser Familie sind wichtig für die Lebensmittelindustrie. Sie werden für die Herstellung von Milchprodukten genutzt, können aber auch als Schädlinge (z. B. in der Bierbrauerei) auftreten. Den Menschen fügen sie in der Regel keinen Schaden zu, sie sind apathogen.
In der Familie Lactobacillaceae sind aktuell (2021) 31 Gattungen zusammengefasst. Die Lactobacillaceae sind die einzige Familie der Milchsäurebakterien der sowohl homofermentative als auch heterofermentative Organismen angehören, wobei die heterofermentativen Organismen eine deutliche getrennte phylogenetische Gruppe bilden. Die Gattungen Oenococcus, Weissella, Leuconostoc, Fructobacillus, und Convivina, die früher als Leuconostococaceae klassifiziert wurden, gehören seit 2020 wieder  zu der Familie der Lactobacillaceae. Früher wurde die Art Bifidobacterium bifidum zur Gattung Lactobacillus (deutsch Laktobazillen) in der Familie Lactobacillaceae gestellt (Lactobacillus bifidum), nach heutigem Stand steht es phylogenetisch mit der Ordnung nicht in näherer Verbindung. Den Stoffwechsel betreffend wird es aber weiterhin als Milchsäurebakterium behandelt.

## Merkmale
Bei den Arten handelt es sich um grampositive Bakterien, sie bilden niemals Sporen und sind meist unbeweglich. Zellen der Pediococcus-Arten sind in Paaren oder Tetraden auftretende Kokken. Laktobazillen sind meist stäbchenförmig, aber auch gekrümmte und schraubenförmige (z. B. Latilactobacillus curvatus) Varianten können auftreten. Bei der Art Sharpea azabuensis sind die Zellen ebenfalls stäbchenförmig, sie treten in Ketten auf.
Die Arten sind Katalase-negativ und Oxidase-negativ. Wie die meisten Milchsäurebakterien tolerieren sie in ihrer Umgebung nur geringe Anteile von Sauerstoff. Viele Vertreter der Lactobacillaceae wachsen anaerob, aber aerotolerant, d. h. sie wachsen in der Anwesenheit von Luftsauerstoff, benötigen ihn aber nicht für ihren Stoffwechsel. Bei Lactobacillus findet man allerdings auch einige Arten, die absolut keinen Sauerstoff tolerieren (obligat anaerob). Sharpea azabuensis wächst ebenfalls nur unter strikt anaeroben Bedingungen.
Viele Arten der Lactobacillaceae bilden Bacteriocine, giftige Proteine oder Peptide, die von Bakterien abgesondert werden und andere (konkurrierende) Bakterienarten töten oder das Wachstum behindern. Bacteriocine, die von verschiedenen Lactobacillus-Arten gebildet werden, sind u. a. Lactacin-F und Bavaricin-A. Lactobacillus plantarum bildet verschiedene Plantaricine (A, S, T, und Plantaricin-SIK). Von den Pediokokken werden u. a. Pediocine gebildet.

## Vorkommen
Außer in Milch und Molkereiprodukten kommen Vertreter der Lactobacillaceae in oder auf Pflanzen vor. Einige bilden einen Teil der natürlichen Darmflora von Menschen und anderen Tieren, so wurde Sharpea azabuensis aus den Faeces eines Vollblutpferdes isoliert. Laktobazillen wurden aus allen Teilen des Verdauungstraktes von Menschen isoliert, einschließlich des Magens.
Arten von Pediococcus, auch als Pediokokken bezeichnet, wurden zum größten Teil in oder auf Pflanzen und Früchten (Phyllosphäre) gefunden. Vor allen Dingen bei Pflanzen im gärenden Zustand erreichen die Pediokokken eine große Menge. In anderen Habitaten wurden sie seltener gefunden. So wurden einige Arten von Pediococcus aus menschlichem Kot, Pediococcus acidilactici und Pediococcus parvulus aus dem Kot von gesunden Truthähnen isoliert. Pediococcus acidilactici wurde außerdem im Darm von Karpfen (Cyprinus carpio) und in der Garnelen-Art Macrobrachium rosenbergii gefunden.

## Milchsäuregärung
Man unterscheidet zwischen homofermentative und heterofermentative Arten. Homofermentative Arten produzieren durch Gärung praktisch ausschließlich Milchsäure, während heterofermentative Arten neben Milchsäure zu einem bedeutenden Teil auch andere Endprodukte erzeugen, meist Ethanol und Kohlenstoffdioxid. Den Heterofermentativen fehlt in der Regel das Enzym Phosphofruktokinase. Arten von Lactobacillus sind meist resistenter gegen niedrige pH-Werte als die übrigen Milchsäurebakterien, und wachsen auch bei pH-Werten von 4 bis 5.

## Bedeutung für den Menschen

### Als Nützlinge
Die Milchsäuregärung wird in der Lebensmittelindustrie vor allem bei der Herstellung von Milchprodukten wie Käse und Joghurt genutzt. Ohne Milchsäurebakterien gäbe es praktisch keine Milchprodukte. Aber auch bei der Herstellung von weiteren gesäuerten Lebens- und Futtermitteln sind sie beteiligt.
Einige Arten und ihre Nutzung (meist sind noch andere Bakterienarten mitbeteiligt):
- Silage: Die Herstellung von Silage in der Landwirtschaft erfolgt unter Einsatz von Pediococcus pentosaceus und Lactobacillus plantarum.[10]
- Sauerkraut: Hier werden verschiedene Arten von Lactobacillus (v. a. L. plantarum) verwendet, zu den weiteren beteiligten Gattungen zählt u. a. Leuconostoc.[11]
- Sauerteig: Der mit Roggenmehl hergestellte Sauerteig enthält u. a. Lactobacillus plantarum, L. brevis und L. coryniformis sowie Hefen (Saccharomyces cerevisiae, Saccharomyces minor).[12] Mit Weizenmehl hergestellter Sauerteig – sogenannter Weizensauer – enthält in den meisten Fällen Lactobacillus sanfranciscensis, L. plantarum und Weissella confusa, diese Arten werden durch das Mehl eingebracht. Weitere Laktobazillen, die bei Untersuchungen des Sauerteigs gefunden wurden, sind L. rossiae, L. brevis sowie als weitere Milchsäurebakterien Lactococcus lactis subsp. lactis und Pediococcus pentosaceus.[13]
- Sauermilch: Ursprünglich wurden hier mesophile Streptokokken-Kulturen verwendet, aber auch der Einsatz von Lactobacillus-Arten, v. a. Lactobacillus acidophilus ist üblich. Das auf diese Weise hergestellte Sauermilchprodukt zeichnet sich durch einen milderen Geschmack aus. Es wurde unter den Bezeichnungen „Acidophilus-Milch“[2] oder „Bioghurt“[11] zunehmend beliebter beim deutschen Verbraucher. Nach der Verordnung über Milcherzeugnisse wird dieses Produkt als „Joghurt mild“ bezeichnet und ergänzt somit die Produktpalette bei Joghurt.
- Joghurt: Bei der Erzeugung von traditionellem Joghurt wird Lactobacillus delbrueckii subsp. bulgaricus (in diesem Zusammenhang in der Literatur meist als Lactobacillus bulgaricus bezeichnet) – in Kombination mit Streptococcus salivarius subsp. thermophilus (Streptococcus thermophilus) – gezielt als Starterkultur eingesetzt. Da sich die verwendeten Bakterien gut bei 43–45 °C vermehren, werden sie in der Molkerei als thermophile Säuerungskulturen bezeichnet.[11]
- Käse: Neben mesophilen Säuerungskulturen (v. a. Lactococcus- und Leuconostoc-Arten) werden auch eher thermophile Arten von Lactobacillus wie beispielsweise Lactobacillus helveticus und Lactobacillus delbrueckii subsp. lactis verwendet.[11] Ebenfalls finden L. casei und L. delbrueckii subsp. bulgaricus Verwendung.[10]
- Rohwurst: Zur Produktion von Rohwurst, z. B. Salami, werden als Starterkulturen von den Pediokokken hauptsächlich die Arten Pediococcus acidilactici und P. pentosaceus[14], von den Laktobazillen L. curvatus und L. sakei eingesetzt.[15] Weitere Bakteriengattungen, die in Starterkulturen genutzt werden, sind Staphylokokken (z. B. Staphylococcus carnosus und S. xylosus) und Kocuria varians (ehemals Micrococcus varians).
- Bei der Herstellung einiger Biersorten wie der Berliner Weisse und den belgischen Geuze werden verschiedene Arten Lactobacillus zusammen mit Hefen verwendet; aber auch Arten von Pediococcus gehören zu den wesentlichen erwünschte Aromen bildenden Bier-Bakterien.[16]

### Als Schädlinge
Arten von Lactobacillus und Pediococcus sind auch als Schädlinge in der Getränkeherstellung bekannt. Die Bildung von Milchsäure und anderen Produkten führt zu einer unerwünschten Säuerung und Geschmacksveränderung, z. B. bei Bier, Wein und Fruchtsäften. In der Bierbrauerei können verschiedene Arten von Pediococcus, hier als Bier-Sarcinen bezeichnet, beträchtliche Schäden verursachen. Auch einige Arten von Lactobacillus können das Bier verderben. Es entstehen Qualitätsminderungen der Getränke, wie Veränderung des Geschmackes oder Trübung. Arten wie Pediococcus damnosus (oft als P. cerevisiae bezeichnet), P. pentosaceus und P. acidilactici bewirken durch Ausscheidung von Diacetyl eine Gemacksveränderung. Homofermentative Laktobazillen verursachen eine Säuerung, heterofermentative führen eine Trübung und Veränderung des Geschmackes herbei.
Die häufigsten Bierschädlinge der Laktobazillen sind Lactobacillus casei (homofermentative) und Lactobacillus brevis (heterofermentative Milchsäuregärung), der Pediokokken Pediococcus damnosus. Die Bezeichnung der Pediokokken als „Bier-Sarcinen“ bezieht sich auf die Kokkenform. In der Literatur findet man im Zusammenhang mit dem von Pediokokken verursachten Bier-Verderb meist den (falschen) Art-Namen Pediococcus cerevisiae. In der Systematik ist dieses Taxon ungültig, der korrekte Name ist Pediococcus damnosus. In der Literatur ist die Bezeichnung Pediococcus cerevisiae aber immer noch oft zu finden.
Andere wichtige Bierverderber sind in der Familie Acidaminococcaceae (Gattung Megasphaera und Pectinatus) zu finden, weitere sind Acetobacter, Gluconobacter  und Klebsiella.
Pediococcus damnosus kann auch in der Weinherstellung als Schädling auftreten. Weiterhin kann Lactobacillus Schäden in Fruchtsäften verursachen. Beispiele sind die Arten L.casei, L. paracasei und L.  perolens.